# Ellis Arnall
Ellis Arnall (* 20. März 1907 in Newnan, Georgia; † 13. Dezember 1992) war ein US-amerikanischer Politiker und von 1943 bis 1947 Gouverneur des Bundesstaates Georgia.

## Jugend und politischer Aufstieg
Ellis Arnall studierte an der University of Georgia Jura und machte 1931 seinen Abschluss. Bereits 1932 wurde er in das Repräsentantenhaus von Georgia gewählt. 1938 wurde er von Gouverneur Eurith Rivers zum Justizminister von Georgia (Attorney General) ernannt. 1942 kandidierte er gegen den damaligen Gouverneur Eugene Talmadge. Da dieser wegen eines selbst heraufbeschworenen Konflikts um den Dekan der University of Georgia in politischen Schwierigkeiten war, fiel es Arnall nicht schwer, die Wahl zu gewinnen.

## Gouverneur von Georgia
Ellis Arnall senkte die Staatsverschuldung und das Wahlalter. Gleichzeitig arbeitete er eine Verfassungsreform aus. Die neue Verfassung verlängerte die Amtszeit des Gouverneurs von zwei auf vier Jahre, schloss aber eine direkte Wiederwahl aus. Außerdem wurde das Amt des Vizegouverneurs neu geschaffen. Sein Versuch, trotz der neuen Verfassung eine Erlaubnis zur erneuten Kandidatur zu erlangen, scheiterte im Parlament. Als er sich dann nicht eindeutig gegen einen Gerichtsbeschluss aussprach, der es den Demokraten untersagte, nur weiße Kandidaten zu nominieren, galt er bei den Konservativen im damaligen Georgia als „Rassenverräter“. Ex-Gouverneur Talmadge war Wortführer dieser Bewegung und nutzte die Stimmung aus, um 1946 die Wahlen für sich zu entscheiden. Diese Wahlen führten aber zu einem einmaligen Chaos in der Geschichte von Georgia.

## Verfassungskrise mit drei Gouverneuren
Am 21. Dezember 1946 starb Talmadge an einem Leberleiden, noch bevor er in das Amt des Gouverneurs eingeführt worden war. In der Folge kam es zu einer der bizarrsten Situationen in der gesamten amerikanischen Geschichte. Die Verfassung von Georgia hatte erst vor kurzem das Amt des Vizegouverneurs geschaffen. Dieses Amt sollte mit der neuen Amtszeit erstmals besetzt werden. Melvin Thompson, ein Gegner von Talmadge, war bei den Wahlen 1946 als erster Vizegouverneur Georgias gewählt worden. Laut Verfassung sollte der Vizegouverneur das Amt des Gouverneurs ausüben, falls dieser während seiner Amtszeit verstarb oder aus anderen Gründen aus dem Amt schied. Nun war Eugene Talmadge zum Zeitpunkt seines Todes aber noch gar nicht im Amt und die Diskussion um die Nachfolge entbrannte zwischen drei Gruppen. Zum ersten beanspruchte Thompson als gewählter Vizegouverneur das Amt für sich. Die Talmadge-Anhänger waren entschieden gegen diese Lösung. Sie schlugen die Wahl von Herman Talmadge, dem Sohn des verstorbenen Gouverneurs, durch die Nationalversammlung vor. Schließlich folgte die Versammlung diesem Vorschlag und wählte am 15. Januar 1947 Herman Talmadge zum neuen Gouverneur. Daraufhin klagte Thompson vor dem Obersten Gerichtshof von Georgia.
Der scheidende Gouverneur Arnall sah nun ein Problem. Da er nicht genau wusste, wer denn nun sein Nachfolger sei, weigerte er sich, das Amt zu übergeben. Das brachte die Talmadge-Anhänger in Rage; sie hassten Arnall ohnehin wegen dessen Politik der letzten vier Jahre. Unter den Anhängern der verschiedenen Lager kam es sogar zu handfesten Schlägereien. Inzwischen hatte Herman Talmadge das Gouverneursgebäude militärisch besetzen lassen und erklärte sich zum Gouverneur von Georgia, während Arnall und Thompson ebenfalls dieses Amt beanspruchten. Kurzzeitig hatte Georgia im Januar 1947 also drei Gouverneure zum selben Zeitpunkt. Schließlich gab Arnall auf und erkannte Thompson als neuen Gouverneur an. Somit gab es aber immer noch die beiden Kontrahenten Thompson und Herman Talmadge, die den Staat für weitere zwei Monate in ein politisches Chaos stürzten. Im März 1947 entschied der Oberste Gerichtshof von Georgia zugunsten von Thompson. Dieser sollte solange als Gouverneur amtieren, bis 1948 Neuwahlen das Problem lösen sollten. Herman Talmadge gab überraschend schnell auf und bereitete sich auf die Neuwahlen vor, die er 1948 dann auch gewinnen sollte.

## Lebensabend und Tod
Nach dem spektakulären Ende seiner Amtszeit arbeitete Arnall als Anwalt und Geschäftsmann in Atlanta. 1966 kandidierte er zum letzten Mal zum Gouverneur von Georgia. Nach diesem Misserfolg zog er sich aus der Politik zurück und starb im Jahr 1992.